# United States Coast Guard Band
United States Coast Guard Band (Amerikanska kustbevakningens musikkår) representerar USA:s kustbevakning och USA:s inrikessäkerhetsdepartement. Musikkåren grundades 1925 och är stationerad vid US Coast Guard Academy i New London, Connecticut. Kåren framträder ofta i Washington, DC vid officiella tillfällen, exempelvis i samband med president- och kabinettfunktioner. En gång om året turnerar kåren runtom i USA för att visa upp kustbevakningen och dess verksamhet. Den amerikanska kustbevakningen lyder under militären i jämförelse med den svenska kustbevakningen som är civil liksom den för andra länder i Europa.
Från och med 2016 är United States Coast Guard Band den amerikanska kustbevakningens enda professionella musikkår (en andra kår,U.S. Coast Guard Pipe Band, räknas sedan dess enbart som stödverksamhet).

## Historia

### Bildandet och de första åren

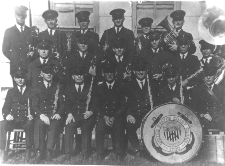
Ett tidigt fotografi av United States Coast Guard Band.

United States Coast Guard Band bildades i mars 1925 med hjälp av löjtnanten Charles Benter, ledare för United States Navy Band, doktor Walter Damrosch, dirigent för New York Philharmonic och John Philip Sousa, tidigare chef för US Marine Band.  I början var musikkåren i egenskap av ceremoniell enhet främst ansvarig för att stödja verksamheten för kadetterna vid US Coast Guard Academy i sin garnisonsstad i New England. 1931 var United States Coast Guard Band under två dagar den främsta musikkåren under 150-årsjubileet av belägringen av Yorktown: "Revolutionsdagen" den 17 oktober och "Religionsdagen" den 18 oktober.

### Andra världskriget
Ett inflöde av personal i USA:s kustbevakning under andra världskriget utökade kårens kapacitet. För första gången gav kustbevakningen medel till ytterligare musikkårer för att stödja USA:s utbildningskrav för sin expanderande styrka. I maj 1943 startades en ny kår med endast kvinnor, Coast Guard SPAR Band, vid Palm Beach SPAR Training Station. Kåren fick namnet Palm Beach SPAR Band och hade en styrka på 35 personer. Den överfördes sedan till Washington, DC 1945. Medan SPAR-musikkåren var stationerad i huvudstaden uppträdde den i triumfparaden som hölls för amiral Chester Nimitz och deltog även i sorgeceremonierna för USA:s president Franklin Roosevelt. Dess uppdrag var att spela sorgesången på Union Station vid ankomsten av begravningståget som bar presidentens kvarlevor. SPAR-kåren var aktiv fram till 1946.
Förutom Kustbevakningens SPAR-kår startades ytterligare musikkårer i flera amerikanska kustbevakningsdistrikt under andra världskriget. Det så kallade 11th District Band anställde Rudy Vallée som sin kapellmästare (under första världskriget hade Vallée tjänstgjort i den amerikanska flottan i tre månader tills det upptäcktes att han var 15 år gammal och därmed inte tjänstduglig). Liksom SPAR-kåren avvecklades de olika distriktskårerna efter kriget, varvid United States Coast Guard Band återfick sin status som kustbevakningens enda musikenhet.

### Efterkrigstiden
1965 utsåg den amerikanska kongressen United States Coast Guard Band som den officiella kåren för sin militära enhet med en status i likhet med andra musikkårer i landet. Under åren 1976 och 1981 föreslog den amerikanska kustbevakningen att kåren skulle flyttas till Washington, DC. Men skrivelser från medborgare i Connecticut förhindrade flytten.

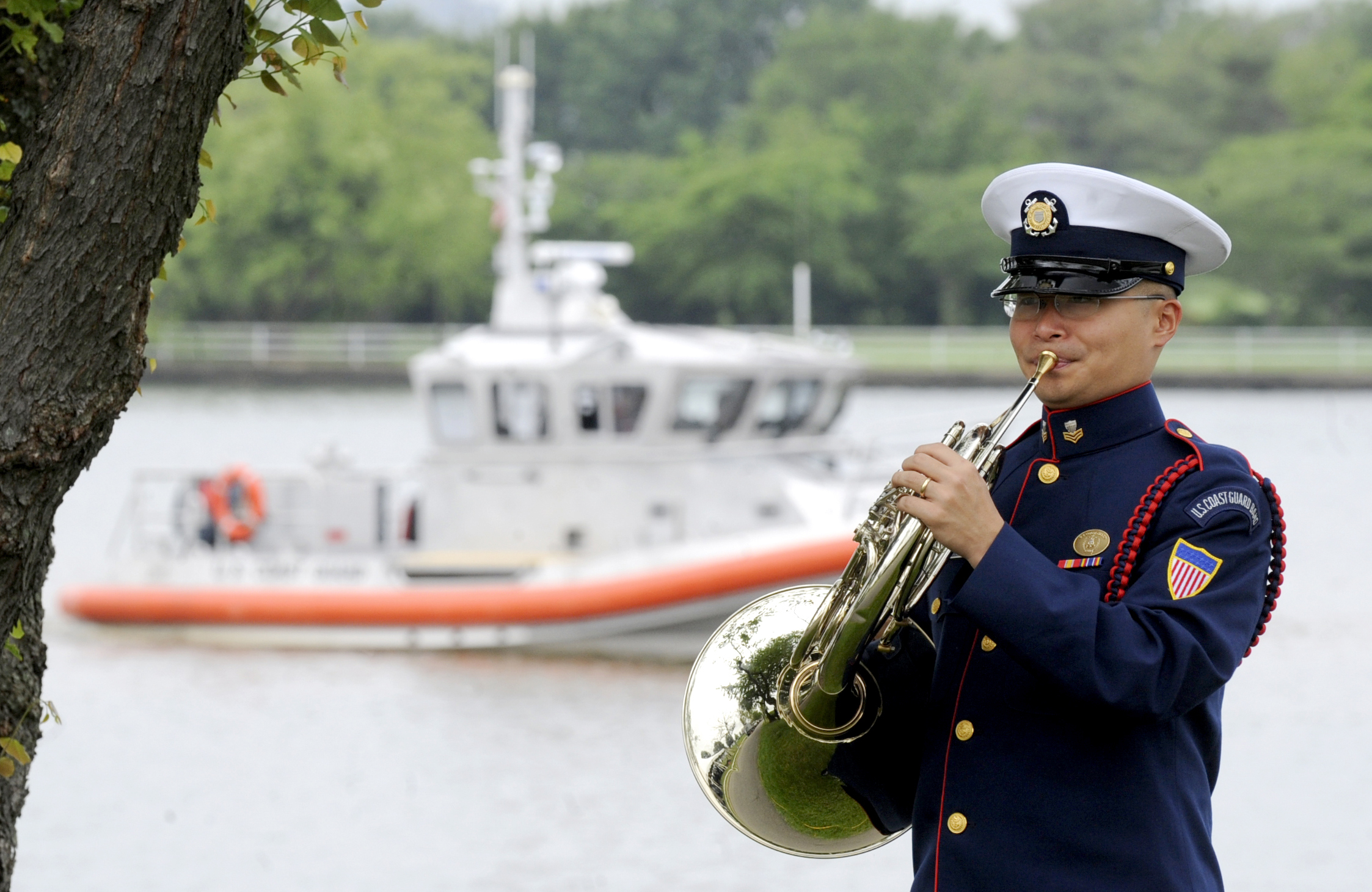
En medlem ur United States Coast Guard Band värmer upp inför ett ceremoniellt befälsbyte 2010.

Lewis J. Buckley tog befälet över United States Coast Guard Band 1975 och blev då musikkårens femte chef. Buckley ledde kåren i 29 år, fram till 2004, och gick i pension som den längst sittande dirigenten för en större musikkår i amerikansk historia.

### Musikkåren i modern tid
United States Coast Guard Band blev den första amerikanska musikkåren att uppträda i Sovjetunionen 1989. En annan viktig milstolpe var när kåren uppträdde under premiären av The Finest Hours 2016 på Mann's Chinese Theatre, första gången som den medverkade under en filmpremiär i Hollywood.
I slutet av 2015 genomförde kustbevakningen ytterligare en studie i möjligheten att flytta musikkåren från dess ursprungliga garnisonsplats i New London, Connecticut till Washington, DC. Men förslaget om flytten motarbetades av USA:s senator Richard Blumenthal.
Efter att USA:s rymdstyrka hade skapats i december 2019 spelade United States Coast Guard Band en central roll i att utarbeta rymdstyrkans officiella sång "Semper Supra". Singer-songwritern James Teachenor, en före detta medlem av United States Air Force Band vid United States Air Force Academy, skrev texten och komponerade musiken till "Semper Supra".   Han fick hjälp med arrangemang från 12 olika musikkårer i USA. Bland annat samarbetade han med United States Coast Guard Band. Sean Nelson, en trombonist och medlem av United States Coast Guard Band, gav sitt bidrag till sången med harmonier och orkestrering samt över 30 instrumentala delar. "Jag bekantade mig med de andra kårernas sånger, men jag ville att den här skulle ha sin egen moderna knorr för att spegla vad USA:s rymdstyrka står för - ny, modern och mycket avancerad," sa Nelson. United States Coast Guard Band spelade in Nelsons arrangemang av sången för rymdstyrkans utvärdering. Efter flera månaders samordning mellan rymdstyrkan och United States Coast Guard Band hade man en färdig version av "Semper Supra". Sången hade premiär i ett offentligt framträdande med medlemmar av US Air Force Band den 20 september 2022. Framträdandet ägde rum under USA:s rymdstyrkas 2022 års Space and Cyber Conference i National Harbor, Maryland.  Teachenor och Nelson skänkte sedan "Semper Supra" och sångens upphovsrätt till USA:s flygvapendepartement.

## Organisation
Nästan all personal i United States Coast Guard Band är ansluten till den så kallade ceremonial and concert bands, som är en betecking för kårens gemensamma organisation. Musikkåren har även flera undergrupper som är inriktade på kammarmusik. Dessutom har den en träblåskvintett, en blåskvintett, ett Dixieland-jazzband, en saxofonkvartett, en träblås-trio samt en flöjt- och harpduo.

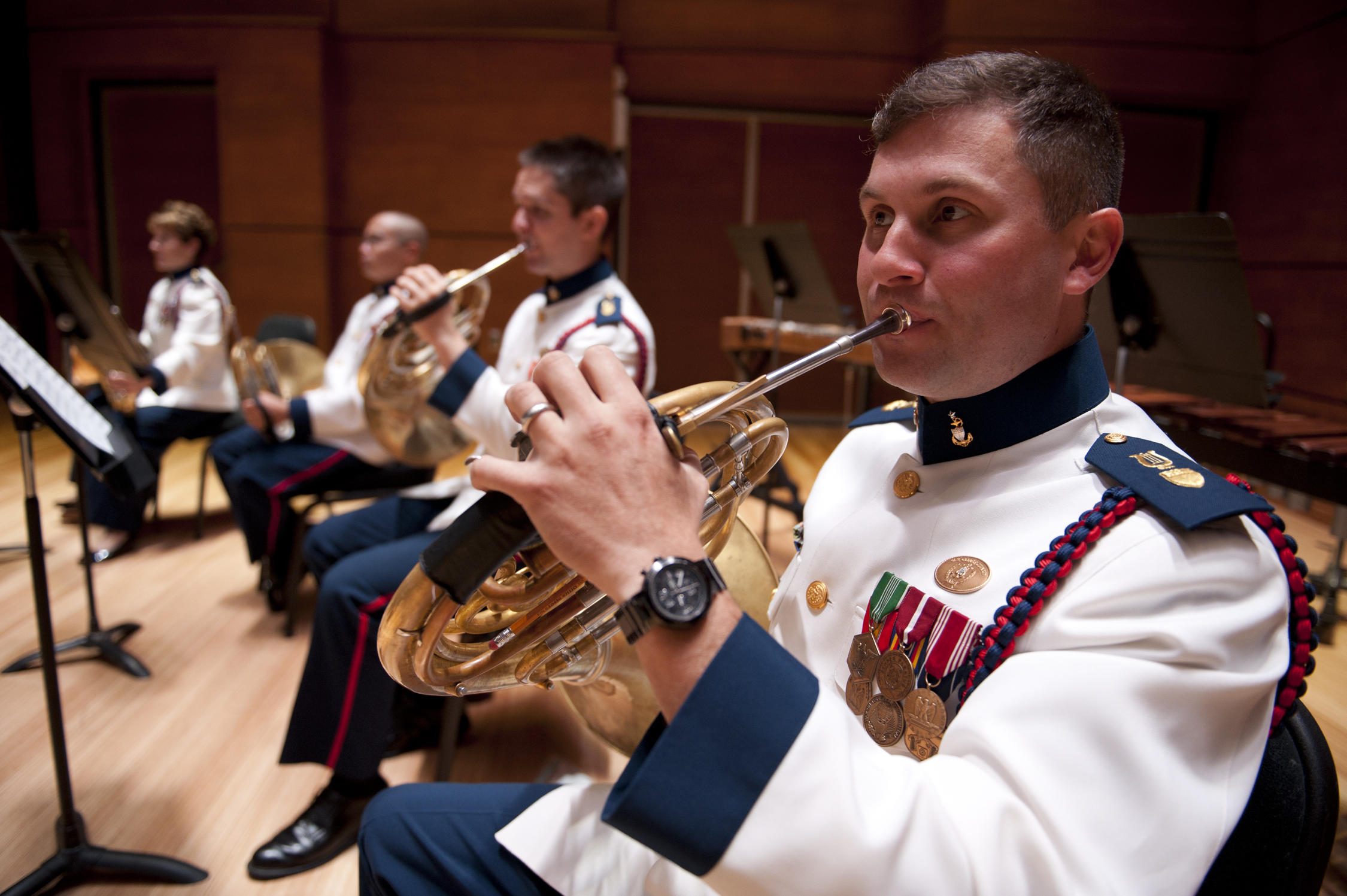
En valthornspelare från United States Coast Guard Band som bär den ceremoniella konsertuniformen 2011.

Enligt den amerikanska kustbevakningen är konkurrensen om de lediga platserna i musikkåren hård. Många nya anställda som tar värvning som musiker är utbildade vid musikkonservatorier med examina från elitmusikhögskolor såsom Juilliard School, Eastman School of Music och New England Conservatory. Några kårmedlemmar uppträder också med Eastern Connecticut Symphony Orchestra, Hartford Symphony och New Haven Symphony.
Musikkåren har inkvartering för 54 instrumentalister och ledningspersonal samt en vokalist i Leamy Hall vid US Coast Guard Academy. Dess vokalistplats har traditionellt sett fyllts av en kvinnlig sångare.

## Uniformer och utrustning
Förutom de vanliga amerikanska kustbevakningsuniformerna, är United States Coast Guard Band auktoriserad att bära särskilda ceremoniella uniformer bestående av marinblå uniformsjacka med bandkragar, axelsnören och en flerfärgad ägiljett. En en annan uniform är den så kallade concert ceremonial dress uniform, mönstrad i vitt med blå markeringar såsom axelsnören och manschetter. 

## Musik
- Semper Paratus, framförd av United States Coast Guard Band.
- Vasilij Agapkins Den slaviska kvinnans avsked, framförd av United States Coast Guard Band.
- Lewis J. Buckleys The Tall Ship Eagle, framförd av United States Coast Guard Band.
- Herbert L. Clarkes The Bride of the Waves, framförd av United States Coast Guard Band.

## Utvald diskografi
- Blue & Grey Songs of the Civil War 2003 av The United States Coast Guard Band